# Список картин Фёдора Алексеева
Список содержит информацию о живописных произведениях русского художника Фёдора Яковлевича Алексеева — одного из основоположников русского городского пейзажа, крупнейшего мастера русской ведуты.
Произведения Фёдора Алексеева находятся в коллекциях многих музеев России, а также Беларуси. Наибольшее количество картин входит в состав Государственного Русского музея (19 полотен) и Государственной Третьяковской галереи (10 полотен).
Основным источником списка является книга «Фёдор Алексеев и его школа», описывающая 54 картины (включая утраченные). Все примечания также даны по этой книге. Картины располагаются в хронологическом порядке.

## Картины Фёдора Алексеева
| №  | Иллюстрация                               | Название | Год создания           | Техника      | Размеры (см)  | Галерея                                                           | Примечание и ссылки |
| -- | ----------------------------------------- | --- | ---------------------- | ------------ | ------------- | ----------------------------------------------------------------- | --- |
| 1  |                                           | Венеция. Вид набережной Скьявони                                                                                                   | 1775                   | холст, масло | 66,5 х 105,5  | Национальный художественный музей Республики Беларусь инв. РЖ-747 | |
| 2  |                                           | Внутренний вид двора с садом. Лоджия в Венеции                                                                                     | 1776                   | холст, масло | 128,5 х 93    | Государственный Русский музей инв. Ж-5434                         | |
| 3  |                                           | Внутренний вид двора с садом. Лоджия в Венеции                                                                                     | не известен            | холст, масло | 74,5 х 46,4   | Государственная Третьяковская галерея инв. 5020                   | Уменьшенное повторение картины из собрания Русского музея |
| 4  |                                           | Праздник обручения дожа с Адриатикой в Венеции                                                                                     | 1779 — не позднее 1790 | холст, масло | 59,5 х 86     | Государственный Русский музей инв. Ж-6317                         | Уменьшенная копия картины Каналетто «Возвращение Бучинторо к молу у Дворца дожей», находящейся в Государственном музее изобразительных искусств им. А. С. Пушкина. Написана по заказу императрицы Екатерины II |
| 5  |                                           | Приезд французского посольства в Венецию                                                                                           | 1779 — не позднее 1790 | холст, масло | 60 х 86       | Государственный Русский музей инв. Ж-3287                         | Уменьшенная копия картины Каналетто «Приём французского посла в Венеции», находящейся в коллекции Государственного Эрмитажа. Написана по заказу императрицы Екатерины II                                       |
| 6  |                                           | Большой канал в Венеции. Вид на церковь Санта Мария делла Салюте                                                                   | 1779 — не позднее 1790 | холст, масло | 62 х 86       | Государственный Русский музей инв. Ж-3288                         | Копия картины Франческо Гварди «Церковь Санта Мария делла Салюте». Написана по заказу императрицы Екатерины II                                                                                                 |
| 7  |                                           | Вид на Большой канал в Венеции от палаццо Фланджини в сторону Сан Маркуола                                                         | 1779 — не позднее 1790 | холст, масло | 61 х 88,5     | Государственный Русский музей инв. Ж-3289                         | Копия одноимённой картины Каналетто. Написана по заказу императрицы Екатерины II |
| 8  |                                           | Вид Цвингера в Дрездене | не известен            | холст, масло | 48,4 х 64,8   | Государственная Третьяковская галерея инв. 5019                   | Уменьшенная копия картины Бернардо Беллотто «Цвингер в Дрездене» из коллекции Государственного Эрмитажа. Написана по заказу императрицы Екатерины II                                                           |
| 9  |                                           | Дрезден. Вид Цвингера и крепостного укрепления со стороны канала и «Круглого павильона»                                            | 1779 — начало 1790-х   | холст, масло | 60,2 х 84,8   | Национальный художественный музей Республики Беларусь инв. РЖ-746 | Копия картины Бернардо Беллотто «Старые укрепления Дрездена» из коллекции Государственного Эрмитажа. Написана по заказу императрицы Екатерины II                                                               |
| 10 |                                           | Вид города Пирны близ Дрездена | 1779 — не позднее 1790 | холст, масло | 59,3 х 86     | Государственный Русский музей инв. Ж-5997                         | Уменьшенная копия картины Бернардо Беллотто «Вид Пирны от крепости Зонненштейн», находящейся в Государственном музее изобразительных искусств им. А. С. Пушкина. Написана по заказу императрицы Екатерины II   |
| 11 |                                           | Вид Катании и Этны | 1780-е                 | холст, масло | 59,8 х 85,5   | Государственная Третьяковская галерея инв. Ж-558                  | Копия одноимённой картины Якоба Филиппа Хаккерта. Написана по заказу императрицы Екатерины II |
| 12 |                                           | Морской пейзаж (Вид Липари и Стромболи)                                                                                            | 1780-е                 | холст, масло | 59 х 85,      | Волгоградский музей изобразительных искусств инв. 36 рж           | Копия одноимённой картины Якоба Филиппа Хаккерта. Написана по заказу императрицы Екатерины II |
| 13 |                                           | Вид Петропавловской крепости и Дворцовой набережной                                                                                | 1793                   | холст, масло | 71 х 107,5    | Музей-усадьба «Архангельское» инв. 290-Ж                          | Картина является парной «Вид Дворцовой набережной от Петропавловской крепости» |
| 14 |                                           | Вид Дворцовой набережной от Петропавловской крепости                                                                               | 1794                   | холст, масло | 70 х 108      | Государственная Третьяковская галерея инв. 75                     | Картина является парной «Виду Петропавловской крепости и Дворцовой набережной» |
| 15 |                                           | Вид города Николаева | 1797 — 1800            | холст, масло | 196,5 х 177,5 | Государственный Русский музей инв. Ж-5047                         | Парная к одноимённой картине из собрания Третьяковской Галереи |
| 16 |                                           | Вид Херсона | 1797 — 1800            | холст, масло | 197 х 177     | Херсонский областной краеведческий музей инв. ХКМ-Х-38            | |
| 17 |                                           | Вид города Бахчисарая | 1797 — 1800            | холст, масло | 197 х 178,5   | Государственный Русский музей инв. Ж-5046                         | [ 13 ] |
| 18 |                                           | Вид Петропавловской крепости и Дворцовой набережной                                                                                | 1799                   | холст, масло | 71,5 х 109    | Государственный Русский музей инв. Ж-5048                         | Авторское повторение картины из собрания Музея-усадьбы «Архангельское» |
| 19 |                                           | Вид Дворцовой набережной от Петропавловской крепости                                                                               | 1790-е                 | холст, масло | 72 х 107      | Государственный Русский музей инв. Ж-3292                         | Авторское повторение картины из собрания Третьяковской Галереи |
| 20 |                                           | Вид города Николаева | 1799                   | холст, масло | 197 х 178     | Государственная Третьяковская галерея инв. 13428                  | Парная к одноимённой картине из собрания Русского музея |
| 21 |                                           | Вид на Михайловский замок в Петербурге со стороны Фонтанки                                                                         | 1800                   | холст, масло | 156 х 185     | Государственный Русский музей инв. Ж-3293                         | Парная к картине «Вид на Михайловский замок и площадь Коннетабля в Петербурге». Написана по заказу Павла I. Акварельный эскиз к картине — в собрании Государственной Третьяковской галереи                     |
| 22 |                                           | Вид на Михайловский замок и площадь Коннетабля в Петербурге                                                                        | 1800                   | холст, масло | 156 х 185     | Государственный Русский музей инв. Ж-3294                         | Парная к картине «Вид на Михайловский замок в Петербурге со стороны Фонтанки». Написана по заказу Павла I |
| 23 |                                           | Красная площадь в Москве | 1801                   | холст, масло | 81,3 х 110,5  | Государственная Третьяковская галерея инв. 13428                  | [ 16 ] |
| 24 |                                           | Вид Москвы. Воспитательный дом | 1800-е                 | холст, масло | 82,3 х 102    | Государственный Эрмитаж инв. Эрж-2476                             | [ 17 ] |
| 25 |                                           | Соборная площадь в Московском Кремле (Парад Парад в Московском Кремле. Соборная площадь)                                           | 1800-е                 | холст, масло | 82 х 113      | Государственный исторический музей инв. 70156 К-259               | [ 18 ] |
| 26 |                                           | Соборная площадь в Московском Кремле                                                                                               | 1800-е                 | холст, масло | 81,7 х 112    | Государственная Третьяковская галерея инв. 4631                   | Авторская копия картины из Государственного исторического музея |
| 27 |                                           | Площадь перед Успенским собором в Московском Кремле. Другое название: Вид на Соборную площадь в Кремле. Грановитая палата и соборы | 1800-е                 | холст, масло | 80 х 106      | Государственный исторический музей инв. К-328                     | [ 20 ] |
| 28 |                                           | Площадь перед Успенским собором в Московском Кремле                                                                                | 1800-е                 | холст, масло | 56,5 х 78,5   | Государственный Русский музей инв. Ж-6267                         | Авторское повторение картины из Исторического музея |
| 29 |                                           | Боярская площадка, или Постельное крыльцо, и храм Спаса за Золотою решёткой в Московском Кремле                                    | 1800-е                 | холст, масло | 80,5 х 110,5  | Государственная Третьяковская галерея инв. 4053                   | |
| 30 |                                           | Боярская площадка, или Постельное крыльцо, и храм Спаса за Золотою решёткой в Московском Кремле                                    | 1800-е                 | холст, масло | 85 х 116      | Государственный музей А. С. Пушкина инв. 2444                     | |
| 31 |                                           | Вид Кремля у Спасских ворот. Другое название: Вид в Кремле у Спасской башни на Вознесенский монастырь                              | 1800-е                 | холст, масло | 82 х 112      | Государственный исторический музей инв. К-347                     | [ 21 ] |
| 32 |                                           | Москва. Лубянская площадь (Вид от улицы Малая Лубянка на Никольские (Владимирские) ворота Китай-города)                            | 1800-е                 | холст, масло | 82 х 111,5    | Всероссийский музей А. С. Пушкина инв. Ж-39                       | |
| 33 |                                           | Вид Москвы. Воспитательный дом | 1800-е                 | холст, масло | 82 х 111,5    | Государственный Эрмитаж инв. Эрж-2476                             | |
| 34 |                                           | Площадь в Московском Кремле | 1800-е                 | холст, масло | 81,5 х 113    | Государственный Русский музей инв. Ж-6289                         | |
| 35 |                                           | Вид Московского Кремля со стороны Каменного моста                                                                                  | 1800 — 1810            | холст, масло | 63 х 103      | Государственный Русский музей инв. Ж-3291                         | |
| 36 | изображение отсутствует, картина утрачена | Вид Московского Кремля со стороны Каменного моста                                                                                  | 1800 — 1810            | холст, масло | не указаны    | Гатчинский дворец-музей инв. не указан                            | Авторское повторение. Картина большего формата. Утрачена в годы Великой Отечественной войны |
| 37 |                                           | Вид Московского Кремля со стороны Каменного моста                                                                                  | 1800 — 1810            | холст, масло | 80 х 111      | Государственный музей А. С. Пушкина инв. 2443                     | Авторское повторение картины из Русского музея |
| 38 |                                           | Вид на Биржу и Адмиралтейство от Петропавловской крепости                                                                          | 1810                   | холст, масло | 62 х 101      | Государственная Третьяковская галерея инв. 76                     | [ 23 ] |
| 39 |                                           | Вид на Биржу и Адмиралтейство от Петропавловской крепости                                                                          | не известен            | холст, масло | не известны   | Тверская областная картинная галерея инв. не указан               | Авторское повторение |
| 40 | изображение отсутствует, картина утрачена | Вид на Биржу и Адмиралтейство от Петропавловской крепости                                                                          | не известен            | холст, масло | не известны   | Гатчинский дворец-музей инв. не указан                            | Авторское повторение. Картина большего формата. Утрачена в годы Великой Отечественной войны |
| 41 |                                           | Вид Казанского собора в Петербурге                                                                                                 | 1810, не ранее         | холст, масло | 71 х 112,5    | Государственный Русский музей инв. Ж-2049                         | [ 25 ] [ 26 ] |
| 42 |                                           | Вид Казанского собора в Петербурге                                                                                                 | 1810, не ранее         | холст, масло | 72,7 х 109,7  | Всероссийский музей А. С. Пушкина инв. Ж-223                      | Авторская копия картины |
| 43 |                                           | Вид Казанского собора в Петербурге                                                                                                 | 1810-е                 | холст, масло | 71 х 107      | Музей-заповедник «Царское село» инв. ЕД-955-Х                     | Авторская копия картины |
| 44 |                                           | Вид Английской набережной со стороны Васильевского острова                                                                         | 1810-е                 | холст, масло | 53 х 72,5     | Государственный Русский музей инв. Ж-5050                         | [ 27 ] |
| 45 |                                           | Вид на Адмиралтейство и Дворцовую набережную от Первого Кадетского корпуса                                                         | 1810-е                 | холст, масло | 35,5 х 54     | Государственный Русский музей инв. Ж-3290                         | [ 28 ] |
| 46 |                                           | Вид на Адмиралтейство и Дворцовую набережную от Первого Кадетского корпуса                                                         | 1810-е                 | холст, масло | 138 х 178     | Государственный Русский музей инв. Ж-5813                         | Авторское повторение большего формата |
| 47 |                                           | Вид на Адмиралтейство и Дворцовую набережную от Первого Кадетского корпуса                                                         | 1810-е                 | холст, масло | 82 х 113      | Музей-заповедник «Царское село» инв. ЕД-272-Х                     | |
| 48 |                                           | Вид на Зимний дворец и Адмиралтейство                                                                                              | 1810-е                 | холст, масло | 44,5 х 25,5   | Пермская государственная художественная галерея инв. Ж-117        | [ 29 ] [ 30 ] |
| 49 |                                           | Вид Ивановской (Царской) площади Московского Кремля                                                                                | 1810-е                 | холст, масло | 82,8 х 112,7  | Музей архитектуры имени А. В. Щусева инв. P IV-432                | Диптих с панорамой Московского Кремля. Вторая часть диптиха — «Площадь внутри Московского Кремля» |
| 50 |                                           | Площадь внутри Московского Кремля                                                                                                  | 1810-е                 | холст, масло | 82 х 114      | Музей-заповедник «Царское село» инв. ЕД-273-Х                     | Диптих с панорамой Московского Кремля. Вторая часть диптиха — «Вид Ивановской (Царской) площади Московского Кремля»                                                                                            |
| 51 |                                           | Вид Московского Кремля со стороны Каменного моста                                                                                  | 1815                   | холст, масло | не известны   | Государственный исторический музей инв. 70156 К-260               | Авторское повторение картины из Русского музея |
| 52 |                                           | Вид на Воскресенские и Никольские ворота и Неглинный мост от Тверской улицы в Москве                                               | 1811                   | холст, масло | 79.5 х 112.4  | Государственная Третьяковская галерея инв. 4055                   | [ 31 ] |
| 53 |                                           | Вид на Биржу и Адмиралтейство от Петропавловской крепости                                                                          | 1817                   | холст, масло | 73 х 110      | Ивановский областной художественный музей инв. ЖР-5               | Авторское повторение |
| 54 |                                           | Вид на Адмиралтейство и Дворцовую набережную от Первого Кадетского корпуса                                                         | 1817                   | холст, масло | 75 х 114,3    | Всероссийский музей А. С. Пушкина инв. Ж-184                      | Авторское повторение картины из Русского музея |